# Russula postiana
Russula postiana Romell – gatunek grzybów należący do rodziny gołąbkowatych (Russulaceae).

## Systematyka i nazewnictwo
Pozycja w klasyfikacji według Index Fungorum: Russula, Russulaceae, Russulales, Incertae sedis, Agaricomycetes, Agaricomycotina, Basidiomycota, Fungi.
Po raz pierwszy opisał go w 1911 r. Lars Romell i nadana przez niego nazwa naukowa jest aktualna.

## Występowanie i siedlisko
Występuje w Ameryce Północnej, Europie i Azji. W Polsce był synonimizowany z gołąbkiem oliwkowym (Russula olivacea), z tego powodu na niektórych z opisanych stanowisk gołąbka oliwkowego mogły w rzeczywistości być Russula postiana.